# Cape Le Grand nationalpark
Cape Le Grand nationalpark är en nationalpark i Västra Australien, 631 km sydost om Perth och 56 km öster om Esperance. Parken täcker en yta på 3 180 hektar.

## Galleri

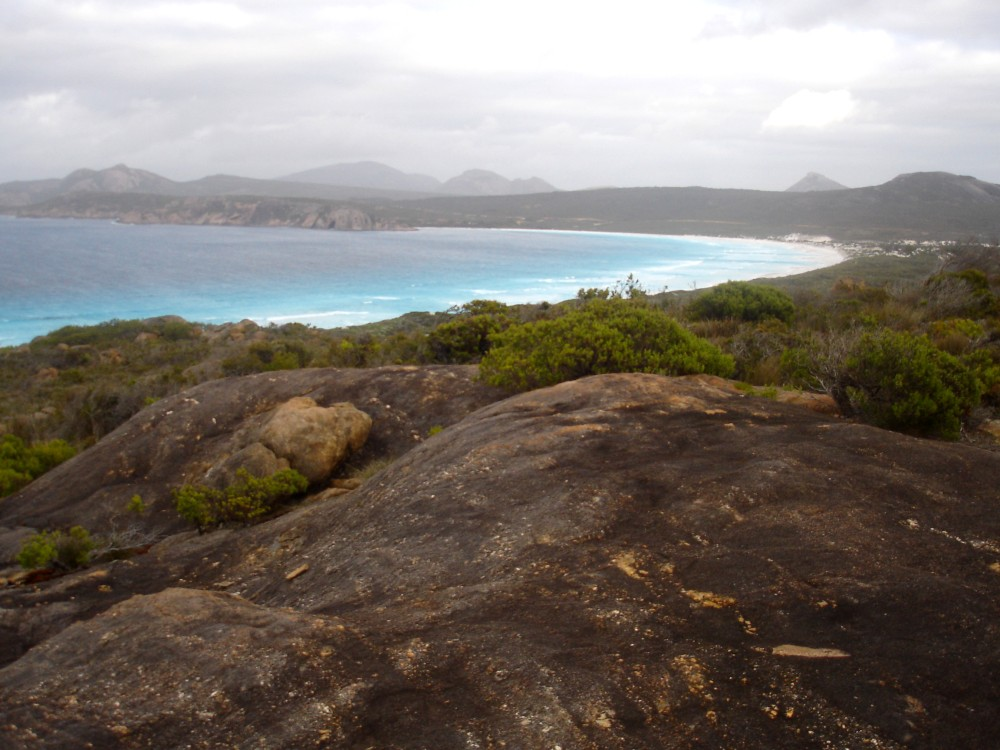
Klipporna ovanför sandstranden Lucky Bay
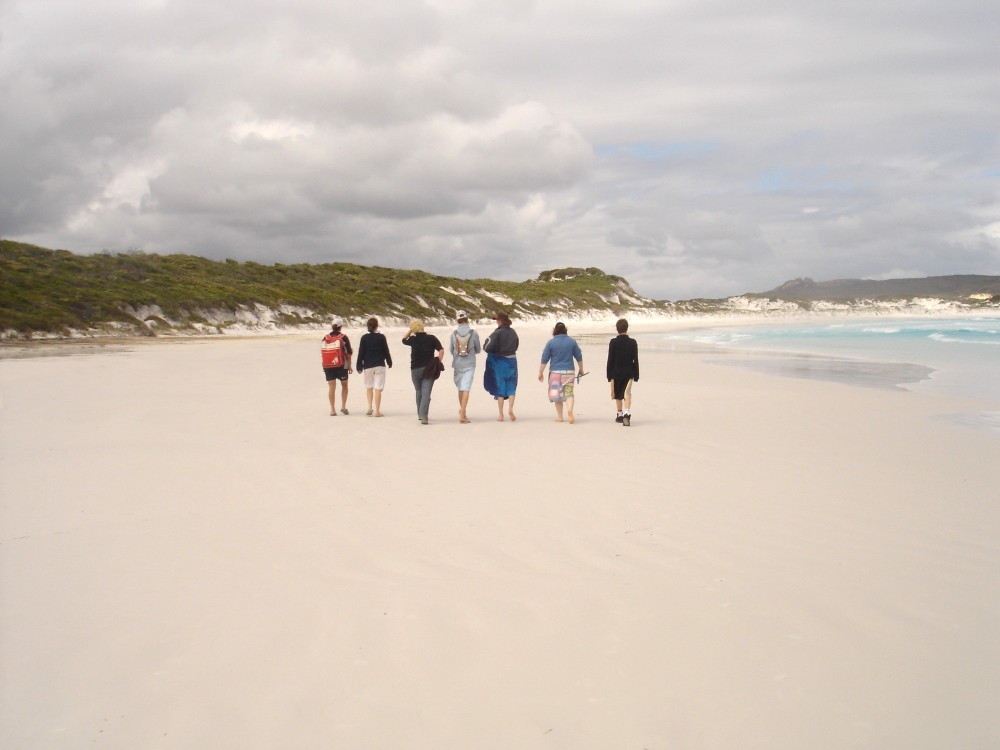
Sandstranden Lucky Bay
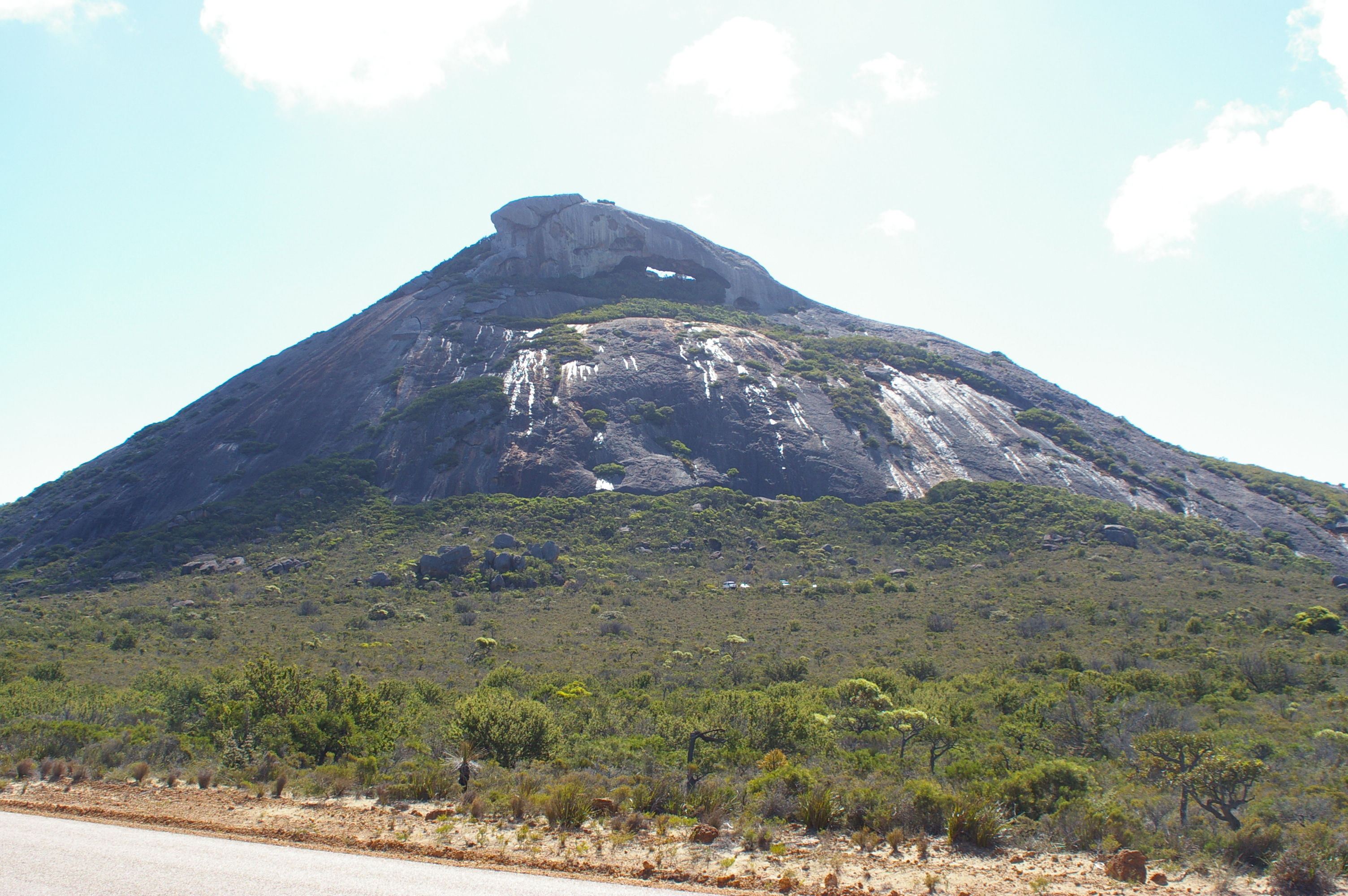
Frenchman Peak